# The Third Album
The Third Album – album amerykańskiej piosenkarki Barbry Streisand, wydany w 1964 roku nakładem Columbia Records. Płyta dotarła do 5. miejsca na liście Billboard 200 w USA i pokryła się tam złotem.

## Lista utworów
Strona A
| 1. | „My Melancholy Baby”                  | 3:02  |
|    |                                       |       |
| 2. | „Just in Time”                        | 2:16  |
|    |                                       |       |
| 3. | „Taking a Chance on Love”             | 2:34  |
|    |                                       |       |
| 4. | „Bewitched (Bothered and Bewildered)” | 2:54  |
|    |                                       |       |
| 5. | „Never Will I Marry”                  | 2:27  |
|    |                                       |       |
|    |                                       | 13:13 |
|    |                                       |       |
Strona B
| 1. | „As Time Goes By”          | 3:46  |
|    |                            |       |
| 2. | „Draw Me a Circle”         | 2:15  |
|    |                            |       |
| 3. | „It Had to Be You”         | 3:46  |
|    |                            |       |
| 4. | „Make Believe”             | 2:41  |
|    |                            |       |
| 5. | „I Had Myself a True Love” | 4:23  |
|    |                            |       |
|    |                            | 16:51 |
|    |                            |       |

## Twórcy
- Barbra Streisand – śpiew
- Mike Berniker – producent
- Ray Ellis, Sid Ramin, Peter Daniels, Peter Matz – aranżacje
- Frank Laico, Ted Brosnan – inżynierzy dźwięku
- Roddy McDowall – fotografia
- Sammy Cahn – esej

## Notowania
| Kraj                              | Pozycja |
| --------------------------------- | ------- |
| Stany Zjednoczone (Billboard 200) | 5       |

## Certyfikaty
| Kraj                     | Certyfikat  |
| ------------------------ | ----------- |
| Stany Zjednoczone (RIAA) | złota płyta |